# 基思·奧伯曼
凱思·狄奧多·奧伯曼（英語：Olbermann (TV series)，英語發音：/ˈoʊlbərmən/；1959年1月27日—），紐約州人，是體育以及時事評論員。

## 個人生活
- 奧伯曼的母親一直是紐約洋基隊球迷[2]，他自身亦對棒球活動富有熱情。

## 外部連結
- 基思·奧伯曼的X（前Twitter）
- C-SPAN內的頁面（英文）
- 《查理·罗斯访谈录》上的基思·奧伯曼
- 基思·奧伯曼在互联网电影资料库（IMDb）上的資料（英文）
- WorldCat 聯合目錄中基思·奧伯曼的著作或與之相關的著作

| 媒體職務 | 媒體職務                            | 媒體職務             |
| -------- | ----------------------------------- | -------------------- |
| 新建立   | Current TV首席新聞官 2011年－2012年 | 繼任者： 堅克·維吾爾 |